# Едит Седергран
Едит Седергран (швед. Edith Irene Södergran; Санкт Петербург, 4. април 1892 — 24. јун 1923) је била једна од првих модерниста у шведској литератури. Волела је да чита сопствене песме, али не и да их римује, јер је сматрала да речи поседују сопствену риму. Имала је велики утицај на долазеће генерације песника.

## Биографија
Рођена је у Санкт Петербургу у грађанској породици. Највећи део живота Едит је провела у Финској. Њени родитељи, Хелена Матс, родом су из Финске, али припадали су мањини са шведским пореклом. Матс Седергран путовао је по целом свету због свог посла. У Санкт Петербургу је упознао своју будућу жену и Едитину мајку Хелену Холморус.
Неколико месеци након Едитиног рођења породица Седергран се преселила у мало село Равиола, надомак Санкт Петербурга, преко финске границе. У овом селу Едит је провела детињство и већи део живота.
Едитин отац био је готово неписмен, али је мајка била вељики љубитељ књижевности и подстицала је Едитину жељу за писањем. Едит је била врло везала за мајку и та веза остала је јака све до Едитине смрти. Њен отац је, пак, успео да навуче бес сопствене мајке продавши старо породично имање, те га је она проклела да му се деси “најгора несрећа”. Испоставило се да се клетва касније и остварила када је постепено проћердао женино наследство, одао се алкохолизму и заразио туберкулозом не само себе, већ и сопствену ћерку.
Године 1902, са десет година Едит је започела своје школовање у Санкт Петербургу у немачкој школи ,,Die deutsche Hauptschule zu Sankt-Petri". Ово је била врло престижна школа коју је похађало свега 1.600 ученика са свих страна света, највише из Немачке и Русије. Школа је велику пажњу посвећивала учењу савремених језика и књижевности. Часови и конверзација међу ученицима била је на немачком језику. Са 15 година Едит је стекла квалитетно и врло разноврсно образовање. За време школовања њено здравље већ је почело да се погоршава, патила је од трахоме и на кратко је оболела од тифуса. Са 16 година Едит је завршила своје школовање. 
У периоду између 14 и 16 година написала је око 225 песама, већину на немачком језику. Око 20 песама написала је на шведском језику, али не зна се тачно да ли се током свог дотадашњег живота сусрела са шведском књижевношћу. Њена мајка је живела у руској средини, отац се није занимао за књижевност, а целокупно школовање је стекла на немачком језику и омиљени аутори су јој били Хајне и Гете, чији је утицај осетан у њеној поезији из школских дана. Током Едитиног школовања врло велики утицај на њен интелектуални развој и тадашње стваралаштво имао је њен професор француског језика Анри Котије, који је имао репутацију анархисте и бунтовника. Едит му је посветила велики број својих љубавних песама, иако њихова љубав, наравно, никада није остварена. 
Године 1904. Едитин отац је оболео од туберкулозе и смештен је у санаторијум у Нумели у Финској. Едит је била ужаснута оним што је видела када је посетила оца, што је довело до мрачнијег периода у њеном стваралаштву. Отац је умро 1907. у кући.
Песме које је писала по завршетку школовања 1909. године су искључиво на шведском језику, изузев једне која је на француском. Њено првобитно стваралаштво на шведском је било уметнички слабије од оног на немачком језику и садржало је граматичке грешке.

Године 1908. Едит је оболела од туберкулозе, највероватније се заразивши у контакту са оцем, иако је њена мајка свим силама покушала то да спречи. Следећих пет година је провела у санаторијумима, прво у Финској затим у Швајцарској. До 1911. године лечила се у санаторијуму у Нумели, као и њен отац пре ње. Овај период представља период кризе у њеном животу. Запоставила је свој изглед и понашала се крајње ексцентрично према докторима и другим пацијентима. Током лечења није проводила све време у санаторијуму, напуштала га је и враћала се око пет пута. Чим би се осећала боље вратила би се у село Равиоле у кућу, у којој је одрасла. Иако је ово био врло тежак период, њена љубав према књижевности никада није престала и она је већи део свог боравка у Нумели провела у библиотеци санаторијума.
Почетком 1912. године Едит и њена мајка кренуле су за Швајцарску. У Швајцарској су одселе у хотелу Мајнерхоф, док се Едит лечила у санаторијуму Давос-Дорф. У санаторијуму Едит се врло везала за лекара Лудвига фон Муралта, који се бринуо о њој. Међутим, и овај љубавни налет био је неостварив, као и њена претходна заљубљеност у професора француског језика. Током свог боравка у Давосу, Едит се заинтересовала за књижевност на енглеском језику. Читала је Дикенса, Свинбурнеа и Шекспира. Посебан утицај на њено тадашње стваралаштво имала су Витманова дела.
Године 1913. се вратила у Финску. Годину дана касније почео је Први светски рат и границе централне и јужне Европе биле су затворене. Почетком рата Едитино здравствено стање се поново нагло погоршало. Упркос рату успела је да изда своју прву збирку песама Диктер 1916. године, која није стекла већу популарност.
Године 1917. почела је Октобарска револуција, а напетост између финске и руске заједнице је расла. Исте године, упркос све лошијем здрављу, са мајком је посетила Санкт Петербург (тада Петроград). Догађаји које је видела током свог боравка тамо оставили су велику утисак на њу. Читала је Ничеове књиге и кроз његову филозофију тумачила свет око себе, што јој је помогло да преброди овај тежак период. Године 1918. се вратила поново у Равиолу где је остала до смрти.
Едит и њена мајка живеле су врло близу ратне границе и након што је Бела гарда зауставила снабдевање храном из Хелсинкија и Санкт Петербурга, завладала је глад у Равиолеу. Овај тежак ратни период између 1918. и 1919. године довео је до револта у Едитином стваралаштв, које јавност није прихватила, а њен рад је сматран контроверзним, док су јој песме из овог периода биле тема жустрих дебата. Едит је тражила од својих пријатеља из књижевног света да „устану“ и да је бране од оштрих критика. Ово је подстакло књижевницу, критичарку и њену пријатељицу Хагар Улсон да напише чланак у новинама, који је јавно бранио Едит и њено стваралаштво. У наредних неколико месеци њих две су размениле бројна писма, мада је већину написала Едит.
Пред крај свог живота Едит је такође запоставила свој изглед, о коме је раније водила доста рачуна, те је тако постала позната као ”луда госпођица” у Равиоли. Њени становници нису ни знали да се бави песништвом, па су је стално исмевали и имитирали док би непомично стајала и посматрала небо.
Године 1920. Едит је напустила своје стваралаштво, све до 1922. године, када је написала своје последње песме, подстакнуте критиком написаном од стране Улсон и других младих финских књижевника, који су у Едит видели пионира модернистичке поезије.
Умрла на Ивањдан 1923. године, у својој кући из детињства у Равиоли и сахрањена је у сеоској цркви. Њена мајка наставила је да живи у селу до смрти, 1939. године.
Њена мајка је, по смрти своје ћерке, спалила сва писма која је успела да нађе, поштујући тако Едитину жељу. Едит је у једном писму младом финско-шведском песнику Елмеру Диктониусу молила да њена писма никада не доспеју у руке ”лешинара који пишу биографије”. Иронијом судбине, управо се то и догодило и оно је једно од ретких која су сачувана (а касније и објављена).

## Стваралаштво
Едит Седергран је била пионир шведске модернистичке поезије и узор бројним шведским и финским песницима међу којима су били Гунар Екелеф, Карин Боје, Елмер Диктонијус и Рабе Енкел. Међутим, она је светску славу достигла тек након своје смрти. Њене песме су поред енглеског и немачког преведене на кинески, шпански, руски и многе друге језике. Три правца која су највише утицала на њено стваралаштво су: француски симболизам (књижевност), немачки експресионизам и руски футуризам.
Током свог кратког живота, Седергранова је објавила чак четири збирке песама. Прва од њих изашла је на јесен 1916. године, под називом „ Песме’’(Диктер"), која привукла пажњу публике и књижевних критичара. Описи појединих детаља уместо читавих пејзажа и песме писане у слободном стиху су главне карактеристике ове збирке. Поглед на свет једног младог, модерног и пре свега женског ума присутан у песмама швед. Dagen svalnar и швед. Vierge moderne је сасвим нова појава у шведског поезији.
Друга збирка песама Септембарска лирика, објављена 1918. године, такође пролази незапажено у уметничким круговима тадашње Шведске. На Седергранову је у великој мери утицао Фридрих Ниче, али и Октобарска револуција, која је избила у Русији 1917. године и зато су се њене песме бавиле тешким темама, као што су глад, болест, изолација и смрт. 
Олтар ружа, њена трећа збирка песама, објављена је 1919. године у Хелсинкију. Све песме из ове збирке, сем швед. Fragment av en stämning (према Гунару Тидестрему песма је инспирисана смрћу Лудвига фон Муралта, лекара Едит Седергран, 1917. године у Швајцарској) написане су у периоду између лета 1918. и пролећа 1919. године. Неке песме су чак биле део рукописа ,,Septemberlyran’’, али су одбијене и избачене из коначне верзије збирке. Расположење и главни мотиви који владају у песмама подсећају великим делом на ,,Septemberlyran’’, али је тон ове збирке знатно топлији и мање напет. То је свакако повезано са блиским пријатељством са Хагар Улсон, финском критичарком која је бранила претходну збирку Едит Седергран, посетила је 1919. године и постала њен најважнији саговорник. Циклус песама ,,Fantastique’’ посвећен је баш Хагар, коју Седергранова чак назива „ сестром’’ – бићем које лебди између света маште и стварности. 
У следећој збирци „Сенка из будућности“ (првобитно названој швед. Köttets mysterier) кулминирају визије о обнови света разореног и опустошеног у рату. Често се помињу принцеза, пророк или једноставно импозантно „ ја’’, које пројектује своја осећања, жеље и визију кроз стихове песме (као у песми швед. Eros hemlighet где сам бог Ерос има улогу пророка). Међутим, Едит Седергран, чак и поред визионарских и спиритуалних тонова, у овом периоду свог стваралаштва била атеиста. 
Од лета 1920. па надаље Седергранова напушта своју поезију све до јесени 1922. када пише своје последње песме, подстакнуте рецензијом ,,Ultra’’ коју су основали Елмер Диктонијус, Хагар Улсон и други млади писци. ,,Ultra’’ је прва публикација у Финској која је прихватила књижевни модернизам у целости, славила Едит Седергран као поетског генија и објавила њене нове песме.